# Kim Tra

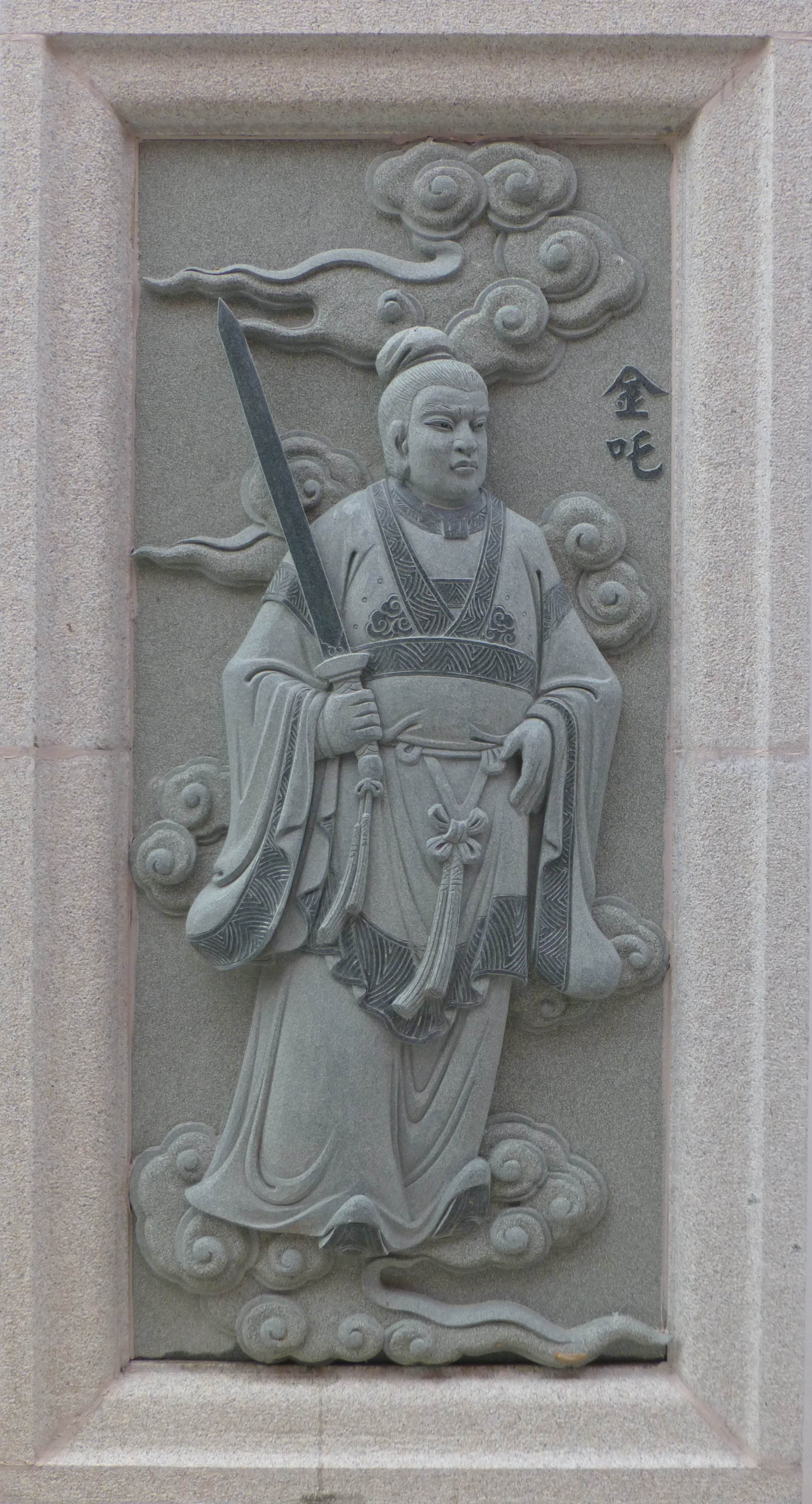
Kim Tra

Kim Tra (tiếng Hoa: 金吒) là một nhân vật trong thần thoại Trung Quốc và một vị thần trong tôn giáo truyền thống Trung Quốc là Đạo Giáo và Phật giáo. Kim Tra còn là nhân vật trong tác phẩm Tây du ký và Phong thần diễn nghĩa.

## Thân thế
Theo dân gian, Kim Tra ban đầu được sinh ra trong thời gian cuối đời nhà Thương, là con của Lý Tịnh và là một đệ tử của Văn Thù Bồ Tát tu luyện ở động Vân Tiêu. Thế nhưng, trong tác phẩm Tây du ký của Ngô Thừa Ân thì Kim Tra phò Như Lai.
Công đầu tiên mà Kim Tra nạp cho Khương Tử Nha là giao tranh cùng tứ thánh giết chết Vương Ma.

### Chi tiết
- Cha Lý Tịnh
- Mẹ Ân Thị
- Em trai Mộc Tra, Na Tra

## Pháp khí
Kim Tra dùng Độn Long Thung là vật báu của Phật, kêu là Thất Bửu Kim Liên hình giống như một cây nọc, có ba cái khoen là gồm 3 vòng kim cang co giãn lớn nhỏ. Khi vung lên trói người rất chặt và trói đến chết. Kim Tra trong Phong Thần diễn nghĩa đã cùng hai em mình là Na Tra và Mộc Tra giúp cho Khương Tử Nha rất nhiều và lập nhiều đại công. Trận thắng lớn nhất mà Kim Tra dùng kế đoạt ải Du Hồn cùng Mộc Tra giết chết Đậu Binh và Triệt Địa phu nhân.
Sau nhờ công tu luyện và lập công lớn nên được phong thần hiệu Kim Tra.